# Русские Парки
Русские Парки — деревня в Атюрьевском районе Республики Мордовия. Входит в состав Новочадовского сельского поселения.

## История
В «Списке населённых мест Пензенской губернии за 1869» Русские Парки (Голышевка) владельческая деревня из 33 дворов входящая в состав Краснослободского уезда.

## Население
| 2002 | 2010 |
| ---- | ---- |
| 24   | ↘7   |

Национальный состав
Согласно результатам Всероссийской переписи населения 2002 года, в национальной структуре населения русские составляли 83 %.